# 凯蒂·扎费雷斯
凯蒂·扎费雷斯（英語：Katie Zaferes，1989年6月9日—），生于馬里蘭州漢普斯特德，美国女子铁人三项运动员，2020年夏季奥林匹克运动会混合接力银牌得主和女子个人铜牌得主。